# Żaneta Polkowska
Żaneta Polkowska (ur. w 1964) – polska profesor chemii specjalizująca się w chemii analitycznej, a zwłaszcza w analizie śladów i analizie zanieczyszczeń środowiska. Zatrudniona w Katedrze Chemii Analitycznej na Wydziale Chemicznym Politechniki Gdańskiej. Pełni funkcję wiceprezesa Polskiego Towarzystwa Chemicznego.

## Życiorys
W roku 1988 ukończyła studia chemiczne na Wydziale Chemicznym PG. W roku 1996 obroniła pracę doktorską pt. „Oznaczanie śladów lotnych związków organicznych w próbkach ciekłych uwalnianych i wzbogacanych techniką analizy fazy nadpowierzchniowej nad cienką warstwą cieczy” na tym samym wydziale. W roku 2008 na podstawie rozprawy „Opady i osady atmosferyczne problemy i wyzwania” na macierzystym wydziale otrzymała stopień doktora habilitowanego nauk chemicznych w zakresie chemii, specjalność: chemia analityczna. Aktualnie (2014) jest zatrudniona na tym Wydziale na stanowisku profesora nadzwyczajnego. W 2014 odebrała z rąk prezydenta RP Bronisława Komorowskiego nominację profesorską.
Jej zainteresowania naukowe skupiają się na analityce środowiska, w szczególności analizie opadów i osadów atmosferycznych, badaniach pokrywy śnieżnej, lodowców, zanieczyszczeń występujących na Antarktydzie i w Arktyce. Specjalizuje się też w ocenie jakości wód powierzchniowych (rzek i jezior) oraz wody pitnej (wodociągowej i butelkowanej), a także w badaniu stanu wód obszarów wulkanicznych. Zajmuje się także analityką środków powierzchniowo czynnych.